# Hüsnü Özyeğin
Hüsnü Özyeğin (* 1944 in İzmir) ist ein türkischer Geschäftsmann und Selfmade-Milliardär. Seine Unternehmensgruppe FIBA Holding ist schwerpunktmäßig im Finanzsektor tätig. 

## Biografie
Özyeğin besuchte das private Robert College in Istanbul. Nach seinem Abschluss 1963  studierte er Bauingenieurwesen an der Oregon State University in Corvallis (Oregon). Nach seinem BS-Abschluss absolvierte er das MBA-Programm der Harvard Business School.
Nach drei weiteren Jahren in den USA kehrte Özyeğin in die Türkei zurück, wo er eine Stelle in der Pamukbank antrat, die seinem Schulfreund Mehmet Emin Karamehmet gehörte. 1977, im Alter von nur 32 Jahren, wurde er Hauptgeschäftsführer dieser Bank – eine Position, die er innehatte, bis er 1984 zur größeren Yapı ve Kredi Bankası wechselte, die sein Schulfreund im selben Jahr übernommen hatte.
Özyeğin leitete die Yapı ve Kredi Bankası bis 1987, als er im Alter von 43 Jahren seine eigene Bank, die Finansbank, gründete. 1990 gründete er die gemeinnützige Hüsnü-Özyeğin-Stiftung, die auch die gleichnamige Özyeğin-Universität finanziert.
Im April 2006 verkaufte Özyeğin 46 % seiner Anteile am türkischen Zweig der Finansbank im Wert von 2,774 Milliarden US-Dollar an die National Bank of Greece (NBG). Die Auslandsniederlassungen der Finansbank verblieben hingegen in der Unternehmensgruppe von Özyeğin, der jedoch auch weiterhin die Finansbank leitet. 
Die türkische Zeitschrift Ekonomist wählte Özyeğin zum „Geschäftsmann des Jahres 2000“.